# 마비노기
《마비노기》(Mabinogi)는 데브캣 스튜디오에서 개발한 대규모 다중 사용자 온라인 롤플레잉 게임이다.
캐치 프레이즈&선전 문구는 "높은 자유도의 2세대 온라인 게임". 줄여서 대부분 '마비'라고 부른다.
2002년 KAMEX에서 처음 공개된 뒤 2003년에 베타오픈을 했다.
공개 이후와 오픈 베타테스트 당시에는 아기자기한 그래픽과 기존 전투 위주 MMORPG와는 차별화된 생활형 컨셉에 맞춘 개성 있는 NPC들과의 대화, 장작을 패서 캠프파이어 곁에 사람들이 모여앉아 악기를 연주하고 음식을 나눠먹는 아기자기한 모습으로 유저를 끌어모았다.
《울티마 온라인》에서 채용해온 노잡, 올 스킬 시스템을 사용하여 유저가 원하는 방향으로 육성할 수 있으며, 처음 '울티마 온라인의 길을 따라가겠다.'라며 당당하게 한국의 울티마 온라인이 되겠다는 포부를 밝혔으나, 울티마 온라인의 라이프에 비해 마비노기에선 생산 계열만 올리기는 사실상 불가능한 점과 아르바이트 시스템의 존재가치 감소등 이 때문에 질적으로 큰 차이를 보인다.

## 배경
《마비노기》는 켈트 신화의 세계를 배경으로 하고 있다. 특히 마을의 이름이나 등장인물의 이름과 같은(모리안, 누아자, 밀레시안등등) 부분들은 신화에서 차용된 경우가 많다. 마비노기는 원래 웨일스에서 전해 내려오던 이야기들을 일컫는 말이다. 음유 시인의 노래를 통해서 전해져 내려져 왔으며, 그것을 채록한 《마비노기온》(Mabinogion)이라는 책이 있다.
여기서 다소 애매한 바가 있는데, 제목 모티브인 《마비노기온》은 웨일스 신화인데 에린, 울라 등 배경과 등장인물들은 아일랜드 신화에 등장하는 장소와 인물들이다. 또한 자이언트와 엘프는 게르만 신화에 등장하는 종족이다.
하지만 G9부터에는 켈트신화와는 많이 다른 연금술사와 셰익스피어챕터가 나오면서 본 켈트신화와는 거리가 점점 멀어지는 형편이다.
또한 기존 무직업 스킬업 시스템을 파훼하고 표면적인 직업은 없지만 직업과 같은 뉘앙스로 장래희망이 업데이트되었다. 후에 이것은 재능으로 변경되었다.
슈터와 드릴이 추가됨에 따라 과거 판타지라이프와 신화적인 느낌이 많이 퇴화되었다. 최근에는 켈트신화와 관련없는 닌자재능과 수리검이 추가되었다.
2022년 8월 11일 아르카나 재능이 추가되었다.
2023년 8월 10일 2차 아르카나 재능 업데이트가 추가되었다.
2024년 7월 18일 3차 아르카나 재능 업데이트 추가 되어 "점성술사"가 공개되었다.

## 시스템
《마비노기》는 데브켓 자체 개발 엔진인 플레이오네 엔진을 이용한 실시간 3D 게임이다. 스탯 시스템을 사용하는 일반적인 한국 게임과는 달리, 기술 시스템이 적용된 스킬 중심 온라인 게임이다. 현재 적용되어 있는 스킬들은 크게 생활, 전투, 마법, 연금술, 격투술, 음악, 인형술, 듀얼건, 인술, 체인, 변신(팔라딘/다크나이트, 팔콘, 비스트), 반신화, 기사단 계열로 나뉜다. 또한 각 마을의 여러 NPC는 정해진 시간에 일정 인원에게 아르바이트를 제공하기도 한다. 던전 출입시 던전 내부의 제단에 통행증이나 물건을 제물로 놓으면 아이템에 따라 다른 던전이 생성되는 인스턴스 던전 시스템에 의해 하나의 던전에 사용자가 몰리지 않고 각기 다른 던전을 이용할 수 있다.
《마비노기》는 2004년 6월 22일 정식 서비스를 시작하며 제네레이션 1 시즌 1을 내놓았으며, 이후로 큰 규모의 패치가 있을 때마다 다음 단계로 넘어간다. 제네레이션은 약 6개월 간격으로 넘어가며 각 제네레이션은 게임사에서 붙인 특별한 이름이 있다. 하나의 제네레이션은 약 3 ~ 4개의 시즌으로 이루어져 있다. 제네레이션은 원래 제네레이션 3에서 종결되었으나 개발팀장 교체 이후 신대륙 이리아를 내놓으며 챕터 2 - 이리아의 개척자라는 이름과 함께 제네레이션 4를 내놓고 이후 본래의 성격과 다른 제네레이션을 지속적으로 내놓게 되었지만, 챕터 5 - 더드라마부터 C1이후에 스토리로 가고 있는중이다.
세컨드 챕터 이전을 챕터 1(G1 ~ G3)이라고 불러 구분하고, 이후의 챕터 2(G4 ~ G8)는 신대륙 이리아의 등장, 챕터 3(G9 ~ G12)는 무료화 및 연금술 등장이라는 개발팀장 교체와 함께 이루어진 대규모 패치에 따라 넘어왔다. 챕터 4(G13 ~G16)는 켈트 신화가 아닌 윌리엄 셰익스피어에 대한 이야기로 변경되었으나, 더클래식을 시작으로 황선영 개발팀장 교체및 실장으로 승격된 이후 챕터5(G17~18)만이 드라마 형식으로 변경되었으며, 챕터 1이후에 본래 스토리를 바탕으로 챕터 2이후의 스토리를 이어서 챕터1 인물들이 퇴장하였고,인벤 키트 무료화를 시행하였고, 유저와 소통을 이루었다는 평이 많다. 챕터6(g19~ g21)부터 김우진 실장으로 교체된 이후 기사가 등장하였으나, 기사단의 업데이트는 다음 실장인 박웅석 디렉터가 마무리 지었으며 그리고 1년후 챕터 7(g22 ~ 25)부터 새로운 특성과 아포칼립스가 등장하며 1부 스토리가 마무리 되었다. 챕터 8(g26 ~)부터 2부가 시작될 예정이다.
플레이할 수 있는 종족으로는 평균적인 능력치와 거의 모든 스킬을 고루 사용할 수 있는 인간, 활과 마법계열에 치중된 엘프, (근접)전투,격투계열에 치중된 자이언트의 세 종족이 있다.
각 종족이 특화됐다는 점이 제대로 드러나는 부분은 엘프의 경우 근접 전투스킬이 대미지도 안나오고 수련항목도 다른 두 종족보다 더 많아 올리기 매우 힘들며, 양손검 같이 무거운 무기는 들 수 없을 정도로 근접 무기 계열은 들지 못하는 류가 많다. 하지만 원거리 공격을 할 때 한 번에 두개의 화살을 쏘는 등 활을 이용한 공격에선 엘프를 넘을 수 없다. 반대로 자이언트의 경우 활을 사용할 수 없고 마법스킬의 경우엔 마나가 부족하다는 애로사항이 꽃피지만 근접 공격 스킬의 데미지 퍼센트가 다른 종족보다 훨씬 높다. 인간의 경우 활로는 엘프를 넘을 수 없고 근접 전투에선 자이언트를 이길 수 없지만 두 종족이 각기 사용할 수 없는 스킬이나 무기 등을 가장 다채롭게 사용이 가능하고 대신 두 종족의 특화무기(종족 전용)는 사용 불가능 하다.
종족은 있지만 직업 구분이 없다. 어떤 스킬을 주력으로 찍는가에 따라 성향이 달라진다. 레인지 컴뱃 마스터리나 솜씨스텟을 올려주는 스킬을 찍으면 궁수, 마법스킬이나 지력 위주로 스킬을 찍으면 마법사, 이런 식으로 직업을 구분한다. 재능이 직업 계열을 대신 나뉘어 주지만 다른 스킬을 사용 못한다든가 하는 것도 아니므로 사실상 버프일 뿐이다
마비노기의 스킬은 생활/전투/마법/연금술/격투술/음악/인형술/듀얼건/인술/체인/팔라딘(다크나이트/야수화)/반신화/기사단 탭으로 나뉜다. 특정 퀘스트를 클리어 하면 잠시동안 캐릭터의 스탯을 비약적으로 상승시켜주는 변신스킬을 획득한다. 인간의 경우 팔라딘(다크나이트)로 변신이 가능하며, 엘프와 자이언트는 야수화를 사용할 수 있고, 한번 사용하면 게임 속 시간인 에린 시간으로 오전 6시가 되기 전까지 변신스킬을 사용하지 못하게 된다. 그리고 전 종족이 공통으로 사용 가능한 반신화 스킬이 존재한다.
캐릭터 생성이나 환생시 선택할 수 있는 나이는 10살에서 17살까지이며 토요일 오후 12:00이 되면 나이를 1살씩 먹는다. 최저 나이는 10살이며 최고 나이는 25살. 25살을 초과하면 (XX년째)라는 표기가 붙는다. 나이를 먹을때마다 능력치가 상승하고 일정량의 AP를 얻으며 나이에 따라서 레벨업했을 때 오르는 수치도 다르다. 25살부터는 레벨업을 해도 오직 AP만을 얻을 수 있고 능력치가 오르지 않기 때문에 환생이 필수적이다.
마비노기 고유의 특징으로 환생 시스템이 있는데, 이를 통해 캐릭터의 현재 레벨과 현재 탐험 레벨을 1로 초기화하고(초기화시 기존 레벨은 누적레벨에 포함돼서 정보창에 표기된다.) 캐릭터의 성별이나 나이, 외모를 전환할 수 있다. 이런 시스템 때문에 캐릭터 성장의 제한과 만렙이 없으며 일반 레벨을 중요하지 않게 여긴다. 엄밀하게 말해 일반 레벨은 200이 만렙으로 설정되어 있으나, 환생으로 일반 레벨을 초기화 시킬 수 있으므로 의미가 없다. 일반 레벨의 레벨 제한은 원래 없었으나, 2008년 12월 17일 만렙이 200으로 패치되었다. 업데이트에 따라 추가되는 스킬들을 올리고 올리다 보면 캐릭터가 끝도 없이 강해지게 되는 것. 이 게임이 직업에 관계없이 모든 스킬을 올리고 사용할 수 있다는 점을 감안하면 결국 게임의 플레이어가 추구하는 궁극점은 올 스킬 1랭크라고 볼 수 있다.
자신이 구매한 동물 캐릭터 카드로 만들어진 동물 캐릭터도 플레이가 가능하지만, 소환시간과 연동되어 그 시간을 전부 사용하면 그 동물 캐릭터는 다음날 소환시간이 충전될때까지 사용할 수 없다.
《마비노기》에서는 특정한 일을 하기 위한 기술을 스킬이란 이름으로 부른다. 《마비노기》에서 스킬은, 일반적인 MMORPG에서보다 그 역할이 훨씬 크다. 일반적인 MMORPG에서는 레벨을 올려 얻는 캐릭터 추가 능력치가 중요하지만, 《마비노기》에서는 많은 사용자가 환생을 통해 레벨을 초기화시켜서, 스킬을 올릴때 필요한 어빌리티 포인트(AP)를 얻기 위한 레벨업의 편의를 도모하므로, 레벨 자체의 중요성은 낮으며, 환생을 해도 초기화되지 않는 스킬의 중요성이 크다.
스킬에는 랭크가 있다. 랭크는 스킬을 얼마나 올렸는지를 나타내는 척도이다. 연습, F, E, D, C, B, A, 9, 8, 7, 6, 5, 4, 3, 2, 1 순서로 열여섯 단계가 있으나, 일부 스킬은 일부 랭크만 구현된 경우도 존재한다. 1랭크의 수련 조건을 모두 충족시키면 마스터 타이틀을 얻을 수 있다. 1랭크 이후로 승단 시험을 통해 단을 딸 수 있는 스킬들이 존재하며, 1단, 2단, 3단의 세 단계가 있다.
액션은 스킬과 마찬가지로 특정한 일을 하기 위한 기술이지만, 캐릭터의 능력과 관계없이 동일한 일을 할 수 있는 기술이다. 액션은 스킬에 비해 부가적인 역할을 담당하며 랭크의 개념이 존재하지 않는다.
《마비노기》에는 현실의 시간과는 별개의 게임 내 시간을 가지고 있으며, 이에 따라 낮과 밤이 바뀌고, 이는 게임 진행에 영향을 미칠 수 있다. 또한 현실 시간의 요일에 따라서 게임 진행에 도움을 주는 여러 특성들이 활성화된다. 현실의 매주 토요일 낮 12시 마다 캐릭터는 나이를 먹는다. 게임 내의 지역에 따라 날씨가 달라지는데, 날씨도 게임 진행에 영향을 준다.
캐릭터는 일정한 조건이 되면 환생을 할 수 있다. G2까지는 캐릭터의 나이가 20세 이상이어야 환생할 수 있었으나, 그 후에는 환생 후 3주일이 지나면 환생할 수 있도록 변경되었다. C3 업데이트 후에는 캐릭터 카드 구입 후 환생 시 생성/환생 이후 1주일이 지나면 환생할 수 있도록 변경되었으나 드림프로젝트로 인하여 캐릭터 카드 없이 초보자(누적레벨 1000이하)는 하루에 한번으로 나머지는 일주일에 한번으로 변경되었고, 외형변경이 안 되는 제약이 있으나 무료 환생이 가능하다. 최근에는 환생포션의 등장으로 환생포션을 사용시 언제든 환생이 가능해졌다. 외형변경을 위해서는 마비노기 내의 캐시 개념인 '폰'을 사용해 외형변경을 할 수 있다. 환생 시, 환생 전의 나이보다 높은 나이는 지정할 수 없다. 동물 캐릭터는 2살부터 다른 동물 캐릭터로 환생할 수 있으며, 환생을 하면 동물 캐릭터의 외형을 바꾸거나 나이 및 레벨을 초기화할 수 있다. 나이나 레벨을 초기화하더라도 이미 배워 둔 각종 스킬이나 스킬로 얻은 능력치, 가지고 있는 아이템이 사라지지는 않는다.
《마비노기》는 각 캐릭터는 이벤트나 그 캐릭터가 처한 상황, 특정한 행동을 통해서 타이틀을 얻고 타이틀 장착 시 그에 따른 임시적인 능력치를 부여받는다. 예를 들면, 나이가 10살일 때 곰을 잡으면 "10살에 곰을 잡다"라는 타이틀을 얻게 되고, 캐릭터의 나이가 18살이 되면, "성인"이라는 타이틀을 얻게 된다. 이러한 타이틀은 장착 시 게임상에서 표시되는 아이디의 앞에 붙게 된다.(북미 지역에서 서비스되고 있는 영문 버전 같은 경우는 타이틀이 캐릭터 이름 뒤에 붙는다.) 예를 들면, "10살에 곰을 잡은 위키백과"와 같은 형식으로 나타나게 된다. 동물 캐릭터에게도 타이틀이 있으나 이는 특정한 상황에서만 붙는 것으로, 사용자가 마음대로 선택해서 장착할 수 없으며, 동물 캐릭터의 소환 해제 시 사라진다. 일부 몬스터들도 타이틀이 있는 경우가 있으며, 타이틀이 없는 몬스터와 경험치, 골드, 능력치 등에 차이가 있다.
마비노기 음악은 《마비노기》 안에서 행해지는 모든 연주와 작곡의 형태를 일컬어 말하는 말이다. 기본적으로 MML 코드를 이용하여 작곡을 한다. 음악에 관여하는 스킬은 작곡, 악기연주, 음악적 지식이 있는데, 작곡과 음악적 지식의 랭크가 9 이상일 경우에는 작곡을 할 때 랜덤으로 마법 악보가 작성되고, 악기연주의 랭크가 9 이상일 경우에는 마법 악보를 장착하고 연주하면 일시적인 부가 효과를 주는 마법 음악을 연주할 수 있다. 마법 음악은 동료 파티원에게 도움을 주거나 몬스터를 길들일 수 있는 등의 독특한 능력을 지닌다.
《마비노기》는 NPC와의 대화나 이벤트를 통해서 키워드를 얻고, 이를 통해서 NPC와 대화할 수 있다. 예를 들어, 어떠한 사람이 아르바이트를 얻고 싶을 때, NPC와의 대화에서 '아르바이트에 대하여'라는 키워드를 사용하여 아르바이트에 대한 정보를 얻을 수 있다.
《마비노기》에서 몇몇 NPC는 아르바이트를 제공한다. 모든 아르바이트에는 등급과 등급별 정원이 있으며, 아르바이트의 성공률과 회수에 따라 등급이 조정된다. 아르바이트의 수행 내용은 배달, 제작, 수집 등이 있다.

### 종족
《마비노기》에서 사용자가 선택할 수 있는 종족은 인간, 엘프, 자이언트 세 가지가 있으며, 하나의 계정에 여러 캐릭터를 생성할 수 있으므로 세 종족의 캐릭터를 모두 만들어 즐길 수도 있다. 각 종족의 외모는 큰 차이를 보이며, 특화된 계열도 서로 다르고, 사용할 수 있는 장비와 스킬, 액션에도 차이가 있다.
현재는 엘프와 자이언트는 서로 공격하지 않는다. 하지만 엘프 자이언트 PVP는 유지되고 있다. 반족은 마비노기 종족이지만 캐릭터는 생성 할 수 없다.
- 인간 - 최초 서비스 때부터 있던 종족으로, 당시에는 유일한 종족이었기 때문에 현재까지도 그 수가 가장 많은 종족이다. 대체로 모든 계열의 스킬에서 무난한 성향을 보이며, 검류 무기를 양손에 들 수 있다. 인간만의 스킬로는 파이널 히트와 애로우 리볼버, 브레스 오브 라데카가 있다. 팔라딘이나 다크나이트로 변신할 수 있다. 엘프와 자이언트 중 한 종족을 골라 지지를 할 수도 있다. G4~G6은 플레이가 불가능하다. G18부터 반족과의 관계에서 대립관계이다.
- 엘프 - G5부터 선택할 수 있게 된 종족이다.다른종족에 비해 몸집이 작고 인간보다 1.5배 빠른 이동 속도를 가지고 있다. 활 계열에 특화된 종족으로, 일반 활 공격(레인지 컴뱃 마스터리)를 사용할 때에 인간이 한 발을 쏘는 것과 달리 두 발을 쏜다. 또한, 마법에도 특화되어 있어, 지능 수치가 많이 오르고, 아이스 스피어 캐스팅 시, 인간이 소모하는 마나의 2/3밖에 사용하지 않는다. 엘프만의 스킬로는 미라지 미사일, 파이널 샷, 비전 오브 라데카가 있으며 엘프만의 액션으로 하이드가 있다. 퓨리 오브 콘누스 스킬을 사용해 팔콘으로 변신할 수 있다. 자이언트와는 대립 관계이다. 랜스 계열을 사용할 수 없다. 2012년 3월 28일 신여신 강림 패치 이후 신규캐릭터는 G2를 클리어 해야 팔콘을 변신 할 수 있다. G18부터 인간과 자이언트와 반족 대립 관계이다.
- 자이언트 - G6부터 선택할 수 있게 된 종족이며, 다른종족비해 매우 큰 덩치가 특징이다. 여성 자이언트의 경우는 G6의 시즌 3부터 선택할 수 있게 되었다. 이동 속도는 인간에 비해 1.2배 빠르다. 근접 공격에 특화된 종족으로, 활은 사용할 수 없으나, 창 등의 투척용 무기를 사용해 원거리 공격을 할 수 있다. 둔기류 무기를 양손에 들 수 있으며, 자이언트 전용의 양손 둔기가 있다. 자이언트만의 스킬로는 던지기 공격, 발 구르기, 타운트, 윈드 브레이커, 파이널 스트라이크가 있다. 데몬 오브 피시스 스킬을 사용해 비스트로 변신할 수 있다. 활 계열을 사용할 수 없다. 역시 엘프와 마찬가지로 신규캐릭터는 G2를 클리어 해야만 비스트로 변신 할 수 있다. 원래는 엘프와는 대립 관계였으나, G18이후에는 엘프와 인간과 마찬가지로 반족 대립관계이다.

## 서비스

### 정액 요금제 폐지 이전
《마비노기》는 2008년 7월 31일까지 총 4가지의 정액제 서비스를 진행하였다.
정액제 서비스를 받는 경우 메인스트림이라고 불리는 게임상의 퀘스트를 진행해 나갈 수 있었고, 결제한 기간에 플레이가 가능했다. 별도의 결제를 하거나 넥슨 가맹 PC방에 가지 않아도, 모든 등록 사용자는 하루 2시간의 무료 서비스를 받을 수 있었다. 단, 무료 사용자는 메인스트림의 진행을 할 수 없었고, 메인스트림에 관련된 아이템이나 기술을 사용할 수 없었다. 변신 스킬의 사용과 정령무기의 일부 기능의 사용 역시 불가능하였다. 정액제 서비스는 4가지로 세분되어 있었다. 넥슨과 계약을 맺거나, 《마비노기》에 대해서만 계약을 맺은 PC방에서는 일부 기능을 제외한 판타지 라이프 클럽에 해당하는 서비스를 받을 수 있었다.
- 엑스트라 스토리지: 은행의 저장 공간을 늘려주고, 추가적인 아이템(가방)을 사용할 수 있으며, 길드를 만들고 자신의 집을 소유할 수 있다.
- 어드밴스드 플레이: 매일 특별한 아이템을 선택 혹은 랜덤으로 받을 수 있다.
- 나오의 서포트: NPC 나오가 일주일에 한 번씩 액세서리를 주고, 게임 시간으로 하루에 3번까지 부활이 가능하다.
- 판타지라이프 클럽: 위의 세 가지 서비스를 모두 제공한다

### 정액 요금제 폐지 이후
2008년 8월 1일, 기존의 정액 요금제를 폐지하고 24시간 무료 서비스 시행과 새로운 게임 서비스 상품을 도입하는 형태의 서비스 개편이 이루어지면서, 기존의 4가지 정액 요금제를 대체하는 2종류의 패키지 상품과 다양한 종류의 아이템을 판매하는 아이템 샵이 도입되었다. 또한, 메인스트림과 캐릭터 변신 기능, 정령무기 사용 기능을 무료화하고, 일부 제약이 따르는 무료 환생 기능을 도입하는 등 기존에 유료로 이용해야 했던 일부 콘텐츠를 무료로 이용할 수 있게 되었다. G17부터 마비노기 플러스 프리미엄 팩이 등장 되어서 3종류의 플러스 키트로 구성이 되었다.
2015년 3월 19일 마비노기 프리미엄 팩과 프리미엄 플러스 팩의 혜택이 업그레이드 되었다.
- 인벤토리 플러스 키트: 은행의 저장 공간을 늘려주고, 캐릭터 인벤토리의 확장을 위한 아이템인 가방을 사용할 수 있으며, 개인상점 개설이 가능하다. (기존의 엑스트라 스토리지와 유사)

현재는 무료 서비스 상태이다
- 마비노기 프리미엄 팩: 인벤토리 플러스 키트의 기능과 함께 매일 어드밴스드 아이템을 받을 수 있고, 나오의 생일 선물과 나오의 20세 생일 선물, 그리고 길드를 생성, 운영할 수 있으며, 하우징 입주가 가능하고, 필드에서 사냥 시 캠핑 페널티, 마을 페널티를 받지 않고, 전투 경험치를 10% 추가로 얻을 수 있으며, 다양한 추가 제스처를 사용할 수 있다.(기존의 판타지 라이프 클럽과 유사)[8].
- 마비노기 플러스 프리미엄 팩: 마비노기 프리미엄 팩의 기능과 함께 Plus존의 인벤토리를 확장할 수 있는 기능이 있고, 교역중에 로그아웃시 페널티를 받지 않는 기능이 추가 되었다.

### 인벤토리 플러스 키트 무료화
2012년 8월 27일 인벤토리 플러스 키트를 무료로 단행한다고 말했다. 우선 2012년 9월 3일 인벤토리 플러스 키트를 무료로 한다고 말하였다.

## 21주년 업데이트
2025년 6월 21일 킨텍스 온오프라인 행사에서 마우스 클릭없이 키보드로 주변사물과 상호작용 예정

## 세계
《마비노기》의 세계 전체를 여러가지로 나눌 수 있다.
[에린, 소울 스트림, 저 세상, 그림자 세계, 팔리아스, 아본]
에린은 주로 사람들이 플레이 하는 장소이며 마비노기의 주 메인이 되는 세계이다.
에린의 지리는 크게 두 대륙으로 나눌 수 있다.
울라 대륙은 G1, G2, G3 게임 플레이와 메인스트림의 배경이 되는 대륙으로, 티르코네일, 던바튼, 반호르, 이멘마하, 탈틴, 타라 ,카브 항구 등의 마을과 여러 필드로 이루어져있다. 탈틴은 G9부터 공개되었고 타라는 G10부터 공개되었다. 그리고 카브항구라는 마을은 G14 S4부터 공개되었다. 이리아 대륙은 G4부터 공개된 지역으로, 탐험이 중심이 되며, 엘프 종족의 마을 필리아와 자이언트 종족의 마을 발레스, 코르 마을과 켈라 베이스 캠프와 칼리다 탐사 캠프등의 마을과 여러 필드로 이루어져있다. 벨바스트 월드는 G15부터 공개된 지역으로 교역이 중심이 되는 곳인 벨바스트와 그 뒷쪽에 있는 무시무시한 몬스터들이 존재하는 스카하가 있다.
소울 스트림은 켈트모양의 바닥의 끝없는 하늘과 계단이 존재하고 수많은 부엉이들이 날고있는 세계인 소울 스트림은 밀레시안의 영혼이 지나가는 곳이며 처음으로 캐릭터를 만나서 접속할 때, 환생할 때 등등에서 찾아볼 수 있으며 그 장소에는 나오가 있다.
저 세상에서 예전에 낙원이라고 불리던 곳이지만 현재로는 거의 폐허가 된, 에린의 '티르코네일'과 매우 비슷한 마을인 티르나노이과 '반호르'와 매우 비숫한 마을이 있다. 티르나노이은 G1을 진행하면서 가는 장소이고 반호르와 비슷한 저 세상의 장소는 G3을 진행하면서 갈 수 있다.
그림자 세계는 사람들이 발견한 에린의 평행세계이다. 메인에서는 G9때부터, 혹은 탈틴과 타라에 있는 스톤헨지에서 그림자 미션을 가지고 입장을 하면 출입할 수 있는 세계이다.
팔리아스는 신들의 도시이다. 푸른 하늘에 주변이 온통 하얀색의 건축물인 장소로서 반신화, 혹은 스파크로 인해서 힘을 받은 신들의 무기 '브류나크'와 '팔리아스의 조각'이 있어야만 출입이 가능하다. G12때부터 출입을 하고 G12을 완료하지 않은 한 출입이 불가능하다.
아본은 마비노기 세계의 첫 밀레시안인 셰익스피어가 유배된 곳이며 아본의 한 가운데를 기준으로 한쪽에는 평화스러운 분위기와 다른 한 쪽에는 어두운 분위기를 볼 수 있다. 안에는 글로브 극장과 불타는 검, 여러 종이로 만들어진 동물들이 있다.

## Xbox 360으로의 이식
넥슨과 데브캣은 《마비노기》를 마이크로소프트의 콘솔 게임기인 XBOX 360의 강력한 하드웨어 성능을 통해, 향상된 그래픽 구현과 게임 컨트롤러를 이용해 보다 쾌적하게 즐길 수 있게 할 예정이었다. 대외적으로 개발 소식을 처음으로 알린 것은 게임 박람회인 지스타 2006의 첫날 넥슨의 '해외전략 및 사업다각화'였다. 완전 한글화로 출시될 예정이며, 정식발표회 자리를 개발사인 넥슨과 마이크로소프트 양사가 주관할 것을 약속했다. 이후 《마비노기》 온라인 소식지인 에린워커 10호의 데브캣 칼럼에서는 XBOX 360용 《마비노기》 개발팀장이 《마비노기 XBOX 360》에 대한 간략한 소개를 하였었다. 2007년 11월에는 스크린샷이 최초로 공개되어, 많은 게임 동호인들의 관심을 받았다. 넥슨과 마이크로소프트간 상용화 모델에 대한 이견으로 인해 프로젝트가 중단됐다.

## 대한민국에서의 역사

### 사전 제작 기간
- 2002년 12월 12일: 대한민국 게임대전 2002(KAMEX 2002)에서 최초로 관련 영상 공개 및 공개 시연[16]

### 베타 테스트 기간
- 클로즈 베타 테스트 기간
  - 2003년 5월 10일 ~ 5월 24일: 제1차 클로즈 베타 테스트
  - 2003년 6월 14일 ~ 6월 28일: 제2차 클로즈 베타 테스트
  - 2003년 8월 15일 ~ 8월 30일: 제3차 클로즈 베타 테스트
  - 2003년 10월 11일 ~ 10월 22일: 제4차 클로즈 베타 테스트
  - 2003년 11월 15일 ~ 11월 21일: 매시브 테스트 기간
- 공개 시범 운영 기간
  - 2003년 12월 18일: 오픈 베타 테스트, 안정화 페이즈 시작
  - 2004년 2월 1일: 컨텐츠 페이즈 시작
    - 2004년 3월 3일: 컨텐츠 페이즈 1차 메이저 업데이트
    - 2004년 3월 19일: 컨텐츠 페이즈 2차 메이저 업데이트

### 챕터 1 (C1)
- 제네레이션 1: 여신강림
  - 2004년 6월 22일: 시즌 1 시작, 상용화
  - 2004년 8월 11일: 시즌 2 시작
  - 2004년 9월 17일: 시즌 3 시작
  - 2004년 11월 4일: 시즌 4 시작
- 제네레이션 2: 팔라딘
  - 2004년 12월 22일: 시즌 1 시작
  - 2005년 2월 2일: 시즌 2 시작
  - 2005년 3월 24일: 시즌 3 시작
  - 2005년 5월 3일: 시즌 4 시작
- 제네레이션 3: 다크나이트
  - 2005년 6월 22일: 시즌 1 시작
  - 2005년 8월 19일: 시즌 2 시작
  - 2005년 10월 7일: 시즌 3 시작
  - 2005년 11월 23일: 시즌 4 시작
- 엑스트라 제네레이션
  - 2005년 12월 21일: 시작
  - 2020년 6월 11일: 리마스터

### 챕터 2 (C2)
- 제네레이션 4: 이리아의 개척자
  - 2006년 2월 18일: 시즌 1 시작
  - 2006년 4월 5일: 시즌 2 시작
  - 2006년 5월 10일: 시즌 3 시작
- 제네레이션 5: 사막의 엘프
  - 2006년 6월 24일: 시즌 1 시작
  - 2006년 8월 10일: 시즌 2 시작
  - 2006년 9월 27일: 시즌 3 시작
  - 2006년 11월 10일: 시즌 4 시작
- 제네레이션 6: 설원의 자이언트
  - 2006년 12월 20일: 시즌 1 시작
  - 2007년 2월 21일: 시즌 2 시작
  - 2007년 4월 3일: 시즌 3 시작
  - 2007년 5월 16일: 시즌 4 시작
- 제네레이션 7: 열대의 강
  - 2007년 6월 27일: 시즌 1 시작
  - 2007년 8월 14일: 시즌 2 시작
  - 2007년 9월 19일: 시즌 3 시작
  - 2007년 11월 17일: 시즌 4 시작
- 제네레이션 8: 드래곤
  - 2007년 12월 18일: 시즌 1 시작
  - 2008년 1월 30일: 시즌 2 시작
  - 2008년 3월 19일: 시즌 3 시작
  - 2008년 4월 30일: 시즌 4 시작
  - 2008년 6월 11일: 엑스트라 시즌 시작

### 챕터 3 (C3)
- 제네레이션 9: 연금술사
  - 2008년 8월 1일: 시즌 1 시작, 무료화 정책 정식 도입[17]
  - 2008년 10월 8일: 시즌 2 시작
  - 2008년 11월 12일: 시즌 3 시작
- 제네레이션 10: 빛의 여신
  - 2008년 12월 17일: 시즌 1 시작
  - 2009년 3월 11일: 시즌 2 시작
- 제네레이션 11: 신들의 검
  - 2009년 6월 24일: 시즌 1 시작
  - 2009년 9월 23일: 시즌 2 시작
- 제너레이션 12: 영웅의 귀환
  - 2009년 12월 16일: 시즌 1 시작
  - 2010년 4월 30일: 시즌 2 시작

### 챕터 4 (C4)
- 제너레이션 13: 햄릿
  - 2010년 8월 4일: 시즌 1 시작
  - 2010년 10월 7일: 시즌 2 시작
- 제너레이션 14: 로미오와 줄리엣과 고르반을 위하여
  - 2010년 12월 15일: 시즌 1 시작
  - 2011년 1월 26일: 시즌 2 시작
  - 2011년 3월 17일: 시즌 3 시작
  - 2011년 5월 2일: 시즌 4 시작
- 제너레이션 15: 최초의 거래(베니스의 상인[18])
  - 2011년 7월 26일: 시즌 1 시작
  - 2011년 9월 6일: 시즌 2 시작
  - 2011년 10월 13일: 시즌 3 시작
  - 2011년 11월 8일: 시즌 4 시작
- 무도
  - 2011년 12월 20일: 격투가 장래희망 업데이트
- 제너레이션 16: 마녀 스카하
  - 2012년 1월 5일:시즌 1시작
- 제네시스
  - 2012년 3월 28일: 신 여신강림 시작[19]
  - 2012년 4월 12일: 다이나믹 시스템 시작, 음유시인 장래희망 업데이트

### 챕터 5 (C5)
- 더 클래식
  - 2012년 7월 11일: 재능시스템 시작
  - 2012년 7월 31일: 인형사 재능 업데이트
- 제너레이션 17: 더 드라마 이리아[20]
  - 2012년 11월 22일: 프롤로그 시작
  - 2012년 12월 28일: 1화 시작
  - 2013년 1월 4일: 2화 시작
  - 2013년 1월 11일: 3화 시작
  - 2013년 1월 18일: 4화 시작
  - 2013년 1월 25일: 5화 시작
  - 2013년 2월 1일: 6화 시작
  - 2013년 2월 8일: 7화 시작, 슈터 재능 업데이트[21]
  - 2013년 2월 22일: 8화 시작
  - 2013년 3월 1일: 9화 시작
  - 2013년 3월 8일: 10화 시작
- 제로
  - 2013년 4월 19일: 제로 영웅 멀린 업데이트[22]
  - 2013년 5월 3일: 제로 영웅 디바 업데이트
  - 2013년 6월 4일: 제로 영웅 프로페서 J 업데이트
  - 2013년 7월 11일: 드림 업데이트
  - 2013년 7월 25일: 제로 영웅 마스터 셰프 업데이트
  - 2013년 8월 8일: 제로 영웅 트레저 헌터 업데이트
- 제너레이션 18: 더 드라마 이리아 시즌2[23]
  - 2014년 1월 28일: 프롤로그 시작
  - 2014년 2월 7일: 1화 시작
  - 2014년 2월 20일: 2화 시작
  - 2014년 3월 20일: 3화 시작
  - 2014년 4월 3일: 4화 시작
  - 2014년 4월 18일: 5화 시작
  - 2014년 4월 30일: 6화 시작

### 챕터 6 (C6)
- 제네레이션 19: 신의 기사단
  - 2014년 7월 31일: 프리챕터 시작
  - 2014년 8월 13일: 시즌 1 시작
  - 2014년 10월 7일: 시즌 2 시작
- 레노베이션
  - 2014년 12월 18일: 근접 전투 재능 개편
  - 2015년 1월 22일: 마법 재능 개편
  - 2015년 2월 12일: 궁수 재능 개편, 알반 기사단의 훈련소 시작
- 닌자
  - 2015년 4월 28일: 닌자 재능 업데이트
- 제너레이션 20: 성역의 문
  - 2015년 8월 20일: 시즌 1 시작
- 리본
  - 2016년 1월 14일: 울라 던전 개편
  - 2016년 1월 28일: 몽환의 라비 던전 시작
- 뮤직 큐
  - 2016년 8월 11일: 1차 업데이트
  - 2016년 9월 1일: 2차 업데이트
- 메멘토
  - 2017년 8월: 재능 개편 업데이트
- 제너레이션 21: 수호자의 길
  - 2017년 12월 14일 수호자의 길 1부
  - 2018년 2월 1일 수호자의 길 2부 ; 피날레

### 챕터 7 (C7)
- 제너레이션 22: 아포칼립스
  - 2018년 7월 19일 1차 업데이트 ; 혼돈의 서막이 열린다
  - 2018년 8월 2일 2차 업데이트 ; 혼돈의 흔적을 뒤쫓아라
  - 2018년 8월 23일 3차 업데이트 ; 마법 안개 속의 탐색자
- 제너레이션 23: 템페스트
  - 2018년 12월 13일 1차 업데이트 ; 거친 폭풍의 모략 - 두 번째 어둠의 전조 -
  - 2019년 1월 10일 2차 업데이트 ; 거친 폭풍의 모략 - 밀어치는 폭풍우 -
  - 2019년 2월 14일 3차 업데이트
- 제너레이션 24: 클라이막스
  - 2019년 7월 18일 1차 업데이트
  - 2019년 8월 29일 2차 업데이트
- 제너레이션 25: 하이퍼 노바 - 이클립스
  - 2020년 7월 16일 1차 업데이트; 무너지는 세계
  - 2020년 7월 30일 2차 업데이트; 밤을 밝히는 걸음
  - 2020년 8월 11일 신규재능 마기그래피 업데이트

- 스타 더스트
  - 2020년 12월 17일: 1st 업데이트
  - 2021년 1월 7일: 2nd 업데이트
  - 2021년 2월 4일: 3rd 업데이트

### 챕터 8 (C8)
- 드러난 심연- 크롬바스
  - 2021년 7월 1일: 사전 업데이트
  - 2021년 7월 22일: 1차 업데이트: 절망의 밑바닥
  - 2021년 8월 5일: 2차 업데이트: 나락을 기어오는 비극

- 대교역시대
  - 2021년 12월 23일: 교역 시즌제, 이리아 교역
  - 2022년 2월 10일: 상단 교역, 항공 교역
- 아르카나 재능 시즌 1
  - 2022년 8월 11일:  엘레멘탈 나이트, 세인트 바드
- 글렌 베르나
  - 2023년 1월 19일: 글렌 베르나
- 아르카나 재능 시즌 2
  - 2023년 8월 10일: 알케믹 스팅어, 다크 메이지
- 연대기 미션 - 모이투라 1차 전투
  - 2023년 9월 21일: 모이투라 1차 전투
- 제너레이션 26: 운명의 바람
  - 2023년 12월 14일: 1차 업데이트: 숨죽인 커튼콜, 파메스 유적던전
  - 2024년 1월 11일: 2차 업데이트: 어둑한 날갯짓

- 점성술사
  - 2024년 7월 18일: 1차 업데이트: 전투 점성술
  - 2024년 8월 13일: 2차 업데이트: 운명 점성술
- 제너레이션 27: 안락의 정원
  - 2024년 12월 19일: 1차 업데이트, 아르카나 재능 : 세이크리드 가드
  - 2025년 1월 16일: 2차 업데이트, 브리레흐 던전, 아르카나 재능 : 블래스트 랜서

## 수상 경력
- 2004년 11월 30일 영상물등급위원회 선정 ‘올해의 좋은 영상물’상[24]
- 2004년 11월 '이달의 우수게임상' 수상
- 2004년 대한민국 게임대상 최우수상·기술/창작상(기획/시나리오 부문)[25]
- 2005년 10월 27일 중국 차이나조이 2005 우수게임 평가상 금깃털상[26]

## 비판
초기의 세계관에 비해 나중에 업데이트로 추가된 메인스트림이나 월드가 기존 세계관과 맞지 않는다는 비판이 있다. 판타지 라이프, 신화를 바탕으로 한 세계관과 스토리, 부드러우면서도 아기자기한 느낌에 비해 어울리지 않는 업데이트 요소들은 기존의 분위기에 맞지 않아 억지스러운 느낌을 준다는 평이 있다.
예를 들어 갑작스런 신대륙 탐험과 발굴, 물 대포를 쏘는 연금술사, 셰익스피어, 쌍권총 등은 원래 세계관이 유래한 아일랜드 신화와는 맞지 않는다. 메인스트림도 설정 모순과 은근슬쩍 바뀐 부분이 있다.

## 사건사고
- 2025년 1월 19일 비정상플레이(오류)로 인하여  논란이 생기자 즉시 서버를 닫고 점검에 들어갔고 오류를 악용한 26명은 제재를 받았다.[29] 이와 관련하여 1월 21일  오후7시에 유튜브에서 라이브 방송을 할 예정이다.

## 기타
- 2024년 11월 30일  20주년 기념 겨울 쇼케이스 '블록버STAR'를 광명 아이벡스 스튜디오에서 온오프라인으로 진행되었다.[30]
- 2025년 6월 21일 21주년 기념 쇼케이스를 킨텍스에서 온오프라인으로 진행되었다.[31]

## 같이 보기
- 아일랜드 신화
- 마비노기 모바일

### 각 언어별 공식 웹사이트
- (한국어) 마비노기 대한민국 웹사이트
- (일본어) 마비노기 일본 웹사이트
- (중국어) 마비노기 중국 웹사이트
- (중국어) 마비노기 타이완 웹사이트
- (영어) 마비노기 미국/캐나다 웹사이트
- (영어) 마비노기 유럽 웹사이트 (서비스 종료)

### 위키 공동체
- 위키아의 마비노기 위키
  - 한국어
  - 영어